# 레일리파

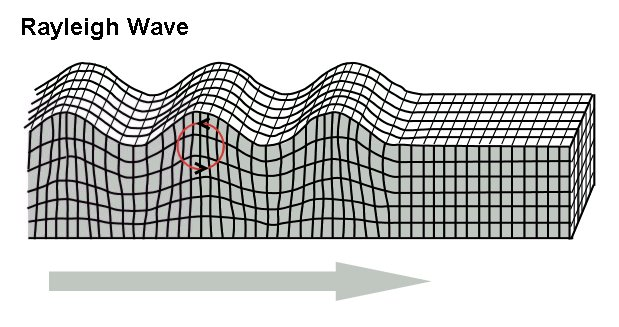
레일리파의 진행 방향과 파형의 모습. 지진학에서 레일리파는 표면에서만 전파가 되는 표면파이다.

레일리파(Rayleigh wave)는 고체 표면을 따라 진행하는 표면 탄성파의 일종이다. 압전기의 전기 변환이나 평면에 충격을 주는 등으로 물질에 레일리파를 생성할 수 있으며, 비파괴 검사에서 주로 사용하는 파형이다. 이 외에도 지진이 일어날 때 표면에서 흐르는 표면 지진파의 일종이기도 하다. 1885년 레일리 남작이 처음으로 예측하였으며 그의 이름을 붙여져 레일리파가 되었다.
레일리파는 고체 표면을 따라 진행하는 표면파로 표면에서 거리가 멀어질수록 종횡 방향의 진폭이 기하급수적으로 감소한다.

## 같이 보기
- 러브파

## 참고 문헌
- Viktorov, I.A. (2013) "Rayleigh and Lamb Waves: Physical Theory and Applications", Springer; Reprint of the original 1st 1967 edition by Plenum Press, New York.  ISBN 978-1489956835.
- Aki, K. and Richards, P. G. (2002). Quantitative Seismology (2nd ed.). University Science Books.  ISBN 0-935702-96-2.
- Fowler, C. M. R. (1990). The Solid Earth. Cambridge, UK: Cambridge University Press.  ISBN 0-521-38590-3.
- Lai, C.G., Wilmanski, K. (Eds.) (2005). Surface Waves in Geomechanics: Direct and Inverse Modelling for Soils and Rocks" Series: CISM International Centre for Mechanical Sciences, Number  481, Springer, Wien, ISBN 978-3-211-27740-9
- Y. Sugawara, O. B. Wright, O. Matsuda, M. Takigahira, Y. Tanaka, S. Tamura and V. E. Gusev, "Watching ripples on crystals",   Phys. Rev. Lett. 88, 185504 (2002)